# Maximiliano Meza
Maximiliano 'Maxi' Eduardo Meza (* 15. Dezember 1992 im Departamento General Paz, Provinz Corrientes) ist ein argentinischer Fußballspieler.

## Karriere

### Vereine
Meza begann seine Karriere in der Jugend von Gimnasia y Esgrima. Sein erster Einsatz für die Profimannschaft erfolgte am 10. Dezember 2012 in der Partie der Primera B Nacional gegen Deportivo Merlo. In der Aufstiegssaison 2012/13 bestritt er insgesamt 14 Spiele.
Am 18. September 2016 wechselte Meza zu Independiente. Vier Tage später kam er im Achtelfinale der Copa Sudamericana 2016 gegen Chapecoense zu seinem Pflichtspieldebüt. In der Copa Sudamericana 2017 erzielte er drei Tore, darunter das 2:0 im Final-Hinspiel gegen Flamengo Rio de Janeiro. 
Im Dezember 2018 wurde sein Wechsel zum CF Monterrey in die Liga MX bekannt gegeben. Bei Monterrey entwickelte er sich zu einem Leistungsträger und gewann mit den Rayados zweimal die CONCACAF Champions League. 
Im August 2024 kehrte Meza nach Argentinien zurück und steht seitdem bei River Plate unter Vertrag.

### Nationalmannschaft
Im März 2018 wurde Meza für die Freundschaftsspiele gegen Italien und Spanien in die A-Nationalmannschaft berufen. Sein Debüt gab er am 27. März 2018 gegen Spanien; die Partie endete mit einer 1:6-Niederlage. Am 21. Mai 2018 wurde er in Argentiniens Kader für die Fußball-Weltmeisterschaft 2018 in Russland berufen.

## Titel und Erfolge

### National
- Liga MX: Apertura 2019
- Copa México: 2020

### International
- Copa Sudamericana: 2017
- CONCACAF Champions League: 2019, 2021